# Ewa Sierokosz
Ewa Sierokosz (ur. 1950 w Sandomierzu) – polska artystka fotograf. Członkini i Artysta Fotoklubu Rzeczypospolitej Polskiej Stowarzyszenia Twórców (AFRP). Członkini założycielka i prezes Zarządu Sandomierskiego Towarzystwa Pasjonatów Fotografii.

## Życiorys
Od 1972 pracuje, a od 1974 roku prowadzi zakład fotograficzny (działający w Sandomierzu jako rodzinna firma od 1934 roku, pod ówczesną nazwą „Foto Venus”) odziedziczony po rodzicach. Jest autorką i współautorką wielu wystaw, m.in. w Australii, Austrii, Francji, Indiach, Katarze (Zjednoczone Emiraty Arabskie), Brazylii, Oklahomie (USA), Polsce. Wielokrotnie publikowała swoje zdjęcia w wydawnictwach albumowych, książkowych, kalendarzach. Jest autorką albumu ze starymi i współczesnymi fotografiami – „Sandomierz wtedy i teraz” (2013). W 2014 uczestniczyła w pracach jury ogólnopolskiego konkursu fotograficznego „Przydrożny Znak Wiary”, zorganizowanego przez Tarnobrzeskie Towarzystwo Fotograficzne, z inicjatywy Stanisława Szlęzaka – prezesa Zarządu TTF.
W 2010 roku Ewę Sierokosz przyjęto w poczet członków Fotoklubu Rzeczypospolitej Polskiej. Decyzją Komisji Kwalifikacji Zawodowych Fotoklubu RP, otrzymała dyplom stwierdzający posiadanie kwalifikacji do wykonywania zawodu artysty fotografa, fotografika (legitymacja nr 293). Pracę Ewy Sierokosz zaprezentowano w Almanachu (1995–2017), wydanym przez Fotoklub Rzeczypospolitej Polskiej Stowarzyszenie Twórców. W 2018 roku została uhonorowana Medalem „Za Zasługi dla Fotografii Polskiej” – odznaczeniem przyznawanym przez Kapitułę Fotoklubu Rzeczypospolitej Polskiej Stowarzyszenia Twórców – w 100. rocznicę odzyskania przez Polskę niepodległości. W 2022 odznaczona Złotym Medalem „Za Fotograficzną Twórczość” – odznaczeniem ustanowionym przez Zarząd i przyznawanym przez Kapitułę Fotoklubu Rzeczypospolitej Polskiej Stowarzyszenia Twórców, w odniesieniu do obchodów 25-lecia powstania Fotoklubu RP.

## Odznaczenia
- Medal „Za Zasługi dla Fotografii Polskiej” (2018)[10]
- Złoty Medal „Za Fotograficzną Twórczość” (2022)[11]

## Ważniejsze nagrody
- Srebrny Medal „Za Fotograficzną Twórczość” (2015)[12]
- Srebrny Medal „Za Fotograficzną Twórczość” (2013)[13]
- Srebrny Medal „Za Fotograficzną Twórczość” (2013)[14]
- Honorable Mention – XIX Międzynarodowy Niekonwencjonalny Konkurs Fotograficzny Foto Odlot[15]

## Wybrane wystawy
- „Przeżyjmy to jeszcze raz” (1999)
- „Stary Sandomierz” (2003)
- „Sandomierz i jego mieszkańcy” (2003)
- „Sandomierskie klimaty” – wystawa indywidualna (2006)
- „Kocham moje miasto” – wystawa indywidualna (2007)
- „Rodzinna pasja” (2008)
- „Dawnych wspomnień czar” (2009)
- „Krzemień pasiasty – kamień wyobraźni” – Ewa Sierokosz i Ewelina Ura (2011)[16]
- „Sandomierska nekropolia”. Cmentarz Katedralny w fotografii Ewy Sierokosz (2012)[17]
- „Kobiety z kart historii” – wystawa indywidualna (Sandomierski Centrum Kultury 2019)[18]
- „Magia Wyobraźni” – wystawa indywidualna (Iluzjon Art Cafe, Sandomierz 2024)[19]

## Publikacje (albumy)
- O tym mieście nigdy dość – 2010 (współautorka)[20]
- Sandomierz wtedy i teraz – 2013 (autorka)[20]
- Almanach Fotoklubu Rzeczypospolitej Polskiej 1995–2017 (współautorka)[9]